# Медовий
Медо́вий — пасажирська зупинна залізнична платформа Лиманської дирекції Донецької залізниці.
Розташована на північному заході смт Ямпіль, Бахмутський район, Донецької області. Платформа розташована на лінії Лиман — Микитівка між станціями Ямпіль (1 км) та Лиман (10 км).
На платформі зупиняються лише приміські поїзди.